# Tommy Andersson (fotbollsspelare, Gais)
Tommy Andersson är en svensk före detta fotbollsspelare som representerade Gais i allsvenskan säsongerna 1973–1975.
Andersson var en målfarlig center i Utsiktens BK. Han var under våren 1973 utlånad till Vimmerby IF, då han gjorde värnplikten i Småland. Samma sommar värvades han, 20 år gammal, till allsvenska Gais, efter att ha uppvaktats även av IFK Göteborg. Han spelade för Gais till och med 1976, mest som inhoppare. Sin sista säsong, då Gais spelade i division II, var han dock ordinarie. Sammanlagt gjorde Andersson 54 matcher (2 mål) i Gais. Till 1977 flyttade han till Växjö BK i division III, som tränades av förre Gaistränaren Vilmos Varszegi.